# Carathis
Genre
Carathis est un genre de lépidoptères (papillons) américains de la famille des Erebidae et de la sous-famille des Arctiinae.

## Liste des espèces
Selon FUNET Tree of Life (2 novembre 2020) :
- Carathis palpalis (Walker, 1855)
- Carathis australis Rothschild, 1909
- Carathis byblis (Schaus, 1892)
- Carathis gortynoides Grote, 1866
- Carathis alayorum Becker, 2011
- Carathis septentrionalis Becker, 2011